# Tour de Ski 2011/2012
Tour de Ski 2011/2012 genomfördes 29 december 2011–8 januari 2012. Touren ingår i världscupen i längdskidåkning 2011/2012.
Detta var den sjätte Tour de Ski i ordningen. Det första loppet (prologen) kördes i Oberhof i Tyskland, och avslutningen skedde som vanligt i Val di Fiemme i Italien där den tuffa "Final Climb" stod på programmet. 
Båda de regerande mästarna från förra säsongens tour, Justyna Kowalczyk från Polen och Dario Cologna från Schweiz, lyckades försvara sina titlar som tourmästare.

## Etapp 1 (prolog)
Oberhof, Tyskland - 29 december 2011
| Nr | Namn               | Land      | Tid    | VC-poäng |
| -- | ------------------ | --------- | ------ | -------- |
| 1  | Petter Northug     | Norge     | 7.58,3 | 50 p     |
| 2  | Dario Cologna      | Schweiz   | + 0,7  | 46 p     |
| 3  | Maurice Manificat  | Frankrike | + 4,0  | 43 p     |
| 4  | Marcus Hellner     | Sverige   | + 5,6  | 40 p     |
| 5  | Ilja Tjernousov    | Ryssland  | + 6,8  | 37 p     |
| 6  | Alex Harvey        | Kanada    | + 6,9  | 34 p     |
| 7  | Aleksandr Legkov   | Ryssland  | + 7,3  | 32 p     |
| 8  | Nikolaj Morilov    | Ryssland  | + 8,6  | 30 p     |
| 9  | Maksim Vylegzjanin | Ryssland  | + 8,8  | 28 p     |
| 10 | Robin Duvillard    | Frankrike | + 10,0 | 26 p     |

| Nr | Namn              | Land      | Tid    | Bonussekunder |
| -- | ----------------- | --------- | ------ | ------------- |
| 1  | Petter Northug    | Norge     | 7.43,3 | 15 s          |
| 2  | Dario Cologna     | Schweiz   | + 5,7  | 10 s          |
| 3  | Maurice Manificat | Frankrike | + 14,0 | 5 s           |

| Nr | Namn                  | Land     | Tid    | VC-poäng |
| -- | --------------------- | -------- | ------ | -------- |
| 1  | Justyna Kowalczyk     | Polen    | 7.03,7 | 50 p     |
| 2  | Marit Bjørgen         | Norge    | + 0,4  | 46 p     |
| 3  | Hanna Brodin          | Sverige  | + 4,0  | 43 p     |
| 4  | Riikka Sarasoja-Lilja | Finland  | + 4,1  | 40 p     |
| 5  | Marthe Kristoffersen  | Norge    | + 4,2  | 37 p     |
| 6  | Riitta-Liisa Roponen  | Finland  | + 6,3  | 34 p     |
| 7  | Aino-Kaisa Saarinen   | Finland  | + 6,5  | 32 p     |
| 8  | Natalia Korosteljeva  | Ryssland | + 6,9  | 30 p     |
| 9  | Charlotte Kalla       | Sverige  | + 7,0  | 28 p     |
| 10 | Kikkan Randall        | USA      | + 7,2  | 26 p     |

| Nr | Namn              | Land    | Tid    | Bonussekunder |
| -- | ----------------- | ------- | ------ | ------------- |
| 1  | Justyna Kowalczyk | Polen   | 6.48,7 | 15 s          |
| 2  | Marit Bjørgen     | Norge   | + 5,4  | 10 s          |
| 3  | Hanna Brodin      | Sverige | + 14,0 | 5 s           |

## Etapp 2
Oberhof, Tyskland - 30 december 2011
| Nr | Namn             | Land     | Tid     | VC-poäng |
| -- | ---------------- | -------- | ------- | -------- |
| 1  | Axel Teichmann   | Tyskland | 46.03,3 | 50 p     |
| 2  | Petter Northug   | Norge    | + 2,3   | 46 p     |
| 3  | Dario Cologna    | Schweiz  | + 2,9   | 43 p     |
| 4  | Aleksandr Legkov | Ryssland | + 4,2   | 40 p     |
| 5  | Eldar Rønning    | Norge    | + 5,3   | 37 p     |
| 6  | Giorgio Di Centa | Italien  | + 6,4   | 34 p     |
| 7  | Lukáš Bauer      | Tjeckien | + 6,5   | 32 p     |
| 8  | Ilja Tjernousov  | Ryssland | + 8,7   | 30 p     |
| 9  | Sergej Turysjev  | Ryssland | + 9,0   | 28 p     |
| 10 | Jens Filbrich    | Tyskland | + 9,5   | 26 p     |

| Nr | Namn           | Land     | Tid     | Bonussekunder |
| -- | -------------- | -------- | ------- | ------------- |
| 1  | Axel Teichmann | Tyskland | 45.48,3 | 15 s          |
| 2  | Petter Northug | Norge    | + 7,3   | 25 s          |
| 3  | Dario Cologna  | Schweiz  | + 12,9  | 15 s          |

| Nr | Namn                | Land     | Tid      | VC-poäng |
| -- | ------------------- | -------- | -------- | -------- |
| 1  | Justyna Kowalczyk   | Polen    | 32.04,4  | 50 p     |
| 2  | Therese Johaug      | Norge    | + 0,2    | 46 p     |
| 3  | Marit Bjørgen       | Norge    | + 7,1    | 43 p     |
| 4  | Aino-Kaisa Saarinen | Finland  | + 16,3   | 40 p     |
| 5  | Krista Lähteenmäki  | Finland  | + 53,4   | 37 p     |
| 6  | Kikkan Randall      | USA      | + 58,6   | 34 p     |
| 7  | Kerttu Niskanen     | Finland  | + 59,6   | 32 p     |
| 8  | Stefanie Böhler     | Tyskland | + 59,9   | 30 p     |
| 9  | Katrin Zeller       | Tyskland | + 1.00,1 | 28 p     |
| 10 | Masako Ishida       | Japan    | + 1.03,0 | 26 p     |

| Nr | Namn              | Land  | Tid     | Bonussekunder |
| -- | ----------------- | ----- | ------- | ------------- |
| 1  | Justyna Kowalczyk | Polen | 31.49,4 | 30 s          |
| 2  | Therese Johaug    | Norge | + 5,2   | 10 s          |
| 3  | Marit Bjørgen     | Norge | + 17,1  | 15 s          |

## Etapp 3
Oberstdorf, Tyskland - 31 december 2011
| Nr | Namn               | Land      | VC-poäng |
| -- | ------------------ | --------- | -------- |
| 1  | Nikita Krjukov     | Ryssland  | 50 p     |
| 2  | Aleksej Petuchov   | Ryssland  | 46 p     |
| 3  | Nikolaj Morilov    | Ryssland  | 43 p     |
| 4  | Dmitrij Japarov    | Ryssland  | 40 p     |
| 5  | Dario Cologna      | Schweiz   | 37 p     |
| 6  | Petter Northug     | Norge     | 34 p     |
| 7  | Maksim Vylegzjanin | Ryssland  | 32 p     |
| 8  | Maurice Manificat  | Frankrike | 30 p     |
| 9  | Marcus Hellner     | Sverige   | 28 p     |
| 10 | Teodor Peterson    | Sverige   | 26 p     |

| Nr | Namn            | Land     | Tid     | Bonussekunder |
| -- | --------------- | -------- | ------- | ------------- |
| 1  | Petter Northug  | Norge    | 47.42,0 | 67 s          |
| 2  | Dario Cologna   | Schweiz  | + 4,8   | 59 s          |
| 3  | Dmitrij Japarov | Ryssland | + 14,1  | 48 s          |

| Nr | Namn                     | Land      | VC-poäng |
| -- | ------------------------ | --------- | -------- |
| 1  | Justyna Kowalczyk        | Polen     | 50 p     |
| 2  | Marit Bjørgen            | Norge     | 46 p     |
| 3  | Astrid Jacobsen          | Norge     | 43 p     |
| 4  | Natalia Matvejeva        | Ryssland  | 40 p     |
| 5  | Ida Ingemarsdotter       | Sverige   | 37 p     |
| 6  | Aurore Jéan              | Frankrike | 34 p     |
| 7  | Ingvild Flugstad Østberg | Norge     | 32 p     |
| 8  | Charlotte Kalla          | Sverige   | 30 p     |
| 9  | Kikkan Randall           | USA       | 28 p     |
| 10 | Anastasia Dotsenko       | Ryssland  | 26 p     |

| Nr | Namn              | Land  | Tid      | Bonussekunder |
| -- | ----------------- | ----- | -------- | ------------- |
| 1  | Justyna Kowalczyk | Polen | 33.39,2  | 90 s          |
| 2  | Marit Bjørgen     | Norge | + 22,2   | 71 s          |
| 3  | Therese Johaug    | Norge | + 1.01,4 | 23 s          |

## Etapp 4
Oberstdorf, Tyskland - 1 januari 2012
| Nr | Namn                    | Land      | Tid     | VC-poäng |
| -- | ----------------------- | --------- | ------- | -------- |
| 1  | Petter Northug          | Norge     | 50.27,3 | 50 p     |
| 2  | Dario Cologna           | Schweiz   | + 0,3   | 46 p     |
| 3  | Maksim Vylegzjanin      | Ryssland  | + 0,6   | 43 p     |
| 4  | Marcus Hellner          | Sverige   | + 1,5   | 40 p     |
| 5  | Kristian Tettli Rennemo | Norge     | + 1,7   | 37 p     |
| 6  | Devon Kershaw           | Kanada    | + 2,6   | 34 p     |
| 7  | Alex Harvey             | Kanada    | + 4,9   | 32 p     |
| 8  | Martin Jakš             | Tjeckien  | + 5,0   | 30 p     |
| 9  | Curdin Perl             | Schweiz   | + 6,1   | 28 p     |
| 10 | Christophe Perrillat    | Frankrike | + 6,5   | 26 p     |

| Nr | Namn             | Land     | Tid       | Bonussekunder |
| -- | ---------------- | -------- | --------- | ------------- |
| 1  | Petter Northug   | Norge    | 1.37.24,3 | 112 s         |
| 2  | Dario Cologna    | Schweiz  | + 1,1     | 108 s         |
| 3  | Aleksandr Legkov | Ryssland | + 52,3    | 59 s          |

| Nr | Namn                   | Land    | Tid     | VC-poäng |
| -- | ---------------------- | ------- | ------- | -------- |
| 1  | Marit Bjørgen          | Norge   | 27.16,0 | 50 p     |
| 2  | Justyna Kowalczyk      | Polen   | + 1,6   | 46 p     |
| 3  | Therese Johaug         | Norge   | + 1,8   | 43 p     |
| 4  | Kristin Størmer Steira | Norge   | + 35,3  | 40 p     |
| 5  | Riikka Sarasoja-Lilja  | Finland | + 45,3  | 37 p     |
| 6  | Charlotte Kalla        | Sverige | + 45,6  | 34 p     |
| 7  | Kikkan Randall         | USA     | + 45,9  | 32 p     |
| 8  | Riitta-Liisa Roponen   | Finland | + 46,4  | 30 p     |
| 9  | Krista Lähteenmäki     | Finland | + 55,5  | 28 p     |
| 10 | Marthe Kristoffersen   | Norge   | + 58,1  | 26 p     |

| Nr | Namn              | Land  | Tid       | Bonussekunder |
| -- | ----------------- | ----- | --------- | ------------- |
| 1  | Justyna Kowalczyk | Polen | 1.00.19,8 | 127 s         |
| 2  | Marit Bjørgen     | Norge | + 26,6    | 102 s         |
| 3  | Therese Johaug    | Norge | + 1.06,6  | 55 s          |

## Etapp 5
Toblach, Italien  - 3 januari 2012
| Nr | Namn             | Land     | Tid     | VC-poäng |
| -- | ---------------- | -------- | ------- | -------- |
| 1  | Aleksandr Legkov | Ryssland | 13.49,5 | 50 p     |
| 2  | Eldar Rønning    | Norge    | + 1,7   | 46 p     |
| 3  | Dario Cologna    | Schweiz  | + 2,0   | 43 p     |
| 4  | Lukáš Bauer      | Tjeckien | + 3,5   | 40 p     |
| 5  | Ilja Tjernousov  | Ryssland | + 4,0   | 37 p     |
| 6  | Axel Teichmann   | Tyskland | + 6,0   | 34 p     |
| 7  | Dmitrij Japarov  | Ryssland | + 9,5   | 32 p     |
| 8  | Nikita Krjukov   | Ryssland | + 9,9   | 30 p     |
| 9  | Sergej Turysjev  | Ryssland | + 10,1  | 28 p     |
| 10 | Fabio Pasini     | Italien  | + 12,3  | 26 p     |

| Nr | Namn             | Land     | Tid       | Bonussekunder |
| -- | ---------------- | -------- | --------- | ------------- |
| 1  | Dario Cologna    | Schweiz  | 1.51.11,9 | 113 s         |
| 2  | Petter Northug   | Norge    | + 15,7    | 112 s         |
| 3  | Aleksandr Legkov | Ryssland | + 39,2    | 74 s          |

| Nr | Namn                 | Land      | Tid     | VC-poäng |
| -- | -------------------- | --------- | ------- | -------- |
| 1  | Marit Bjørgen        | Norge     | 10.49,2 | 50 p     |
| 2  | Justyna Kowalczyk    | Polen     | + 3,9   | 46 p     |
| 3  | Astrid Jacobsen      | Norge     | + 15,1  | 43 p     |
| 4  | Nicole Fessel        | Tyskland  | + 17,0  | 40 p     |
| 5  | Stefanie Böhler      | Tyskland  | + 17,2  | 37 p     |
| 6  | Therese Johaug       | Norge     | + 21,2  | 34 p     |
| 7  | Krista Lähteenmäki   | Finland   | + 23,2  | 32 p     |
| 8  | Katerina Smutna      | Österrike | + 23,9  | 30 p     |
| 9  | Marthe Kristoffersen | Norge     | + 25,0  | 28 p     |
| 10 | Anastiasia Dotstenko | Ryssland  | + 26,3  | 26 p     |

| Nr | Namn              | Land  | Tid       | Bonussekunder |
| -- | ----------------- | ----- | --------- | ------------- |
| 1  | Justyna Kowalczyk | Polen | 1.11.02,9 | 137 s         |
| 2  | Marit Bjørgen     | Norge | + 17,7    | 117 s         |
| 3  | Therese Johaug    | Norge | + 1.33,9  | 55 s          |

## Etapp 6
Toblach, Italien - 4 januari 2012
| Nr | Namn             | Land     | VC-poäng |
| -- | ---------------- | -------- | -------- |
| 1  | Nikolaj Morilov  | Ryssland | 50 p     |
| 2  | Petter Northug   | Norge    | 46 p     |
| 3  | Dario Cologna    | Schweiz  | 43 p     |
| 4  | David Hofer      | Italien  | 40 p     |
| 5  | Aleksej Petuchov | Ryssland | 37 p     |
| 6  | Alex Harvey      | Kanada   | 34 p     |
| 7  | Josef Wenzl      | Tyskland | 32 p     |
| 8  | Emil Jönsson     | Sverige  | 30 p     |
| 9  | Teodor Peterson  | Sverige  | 28 p     |
| 10 | Dietmar Nöckler  | Italien  | 26 p     |

| Nr | Namn             | Land     | Tid       | Bonussekunder |
| -- | ---------------- | -------- | --------- | ------------- |
| 1  | Dario Cologna    | Schweiz  | 1.53.15,4 | 165 s         |
| 2  | Petter Northug   | Norge    | + 13,5    | 168 s         |
| 3  | Aleksandr Legkov | Ryssland | + 1.28,2  | 83 s          |

| Nr | Namn                     | Land      | VC-poäng |
| -- | ------------------------ | --------- | -------- |
| 1  | Marit Bjørgen            | Norge     | 50 p     |
| 2  | Kikkan Randall           | USA       | 46 p     |
| 3  | Justyna Kowalczyk        | Polen     | 43 p     |
| 4  | Denise Herrmann          | Tyskland  | 40 p     |
| 5  | Vesna Fabjan             | Slovenien | 37 p     |
| 6  | Marthe Kristoffersen     | Norge     | 34 p     |
| 7  | Ingvild Flugstad Østberg | Norge     | 32 p     |
| 8  | Hanna Kolb               | Tyskland  | 30 p     |
| 9  | Aurore Jéan              | Frankrike | 28 p     |
| 10 | Eva Nývltová             | Tjeckien  | 26 p     |

| Nr | Namn              | Land  | Tid       | Bonussekunder |
| -- | ----------------- | ----- | --------- | ------------- |
| 1  | Justyna Kowalczyk | Polen | 1.13.38,1 | 189 s         |
| 2  | Marit Bjørgen     | Norge | + 4,8     | 177 s         |
| 3  | Therese Johaug    | Norge | + 2.26,9  | 57 s          |

## Etapp 7
Toblach, Italien - 5 januari 2012
| Nr | Namn               | Land      | Tid       | VC-poäng |
| -- | ------------------ | --------- | --------- | -------- |
| 1  | Dario Cologna      | Schweiz   | 1.09.25,2 | 50 p     |
| 2  | Petter Northug     | Norge     | + 1.15,8  | 46 p     |
| 3  | Aleksandr Legkov   | Ryssland  | + 1.16,4  | 43 p     |
| 4  | Devon Kershaw      | Kanada    | + 1.16,8  | 40 p     |
| 5  | Marcus Hellner     | Sverige   | + 1.17,2  | 37 p     |
| 6  | Maurice Manificat  | Frankrike | + 1.18,3  | 34 p     |
| 7  | Ilja Tjernousov    | Ryssland  | + 2.51,4  | 32 p     |
| 8  | Lukáš Bauer        | Tjeckien  | + 2.51,8  | 30 p     |
| 9  | Alex Harvey        | Kanada    | + 2.52,8  | 28 p     |
| 10 | Maksim Vylegzjanin | Ryssland  | + 2.56,3  | 26 p     |

| Nr | Namn             | Land     | Tid       | Bonussekunder |
| -- | ---------------- | -------- | --------- | ------------- |
| 1  | Dario Cologna    | Schweiz  | 3.02.25,6 | 180 s         |
| 2  | Petter Northug   | Norge    | +1.20,8   | 178 s         |
| 3  | Aleksandr Legkov | Ryssland | +1.26,4   | 88 s          |

| Nr | Namn                     | Land     | Tid      | VC-poäng |
| -- | ------------------------ | -------- | -------- | -------- |
| 1  | Marit Bjørgen            | Norge    | 39.01,1  | 50 p     |
| 2  | Justyna Kowalczyk        | Polen    | + 2,0    | 46 p     |
| 3  | Therese Johaug           | Norge    | + 3.16,9 | 43 p     |
| 4  | Krista Lähteenmäki       | Finland  | + 4.42,2 | 40 p     |
| 5  | Kikkan Randall           | USA      | + 4.58,3 | 37 p     |
| 6  | Marthe Kristoffersen     | Norge    | + 4.58,7 | 34 p     |
| 7  | Charlotte Kalla          | Sverige  | + 4.58,8 | 32 p     |
| 8  | Astrid Jacobsen          | Norge    | + 5.10,8 | 30 p     |
| 9  | Katrin Zeller            | Tyskland | + 5.10,9 | 28 p     |
| 10 | Ingvild Flugstad Østberg | Norge    | + 5.29,9 | 26 p     |

| Nr | Namn              | Land  | Tid       | Bonussekunder |
| -- | ----------------- | ----- | --------- | ------------- |
| 1  | Marit Bjørgen     | Norge | 1.52.24,2 | 192 s         |
| 2  | Justyna Kowalczyk | Polen | +7,0      | 199 s         |
| 3  | Therese Johaug    | Norge | +3.26,9   | 62 s          |

## Etapp 8
Val di Fiemme, Italien - 7 januari 2012
| Nr | Namn            | Land     | Tid       | VC-poäng |
| -- | --------------- | -------- | --------- | -------- |
| 1  | Eldar Rønning   | Norge    | 1.00.02,2 | 50 p     |
| 2  | Alex Harvey     | Kanada   | + 1,1     | 46 p     |
| 3  | Dario Cologna   | Schweiz  | + 1,3     | 43 p     |
| 4  | Petter Northug  | Norge    | + 1,5     | 40 p     |
| 5  | Sergej Turysjev | Ryssland | + 2,3     | 37 p     |
| 6  | Devon Kershaw   | Kanada   | + 3,2     | 34 p     |
| 7  | Niklas Dyrhaug  | Norge    | + 5,1     | 32 p     |
| 8  | Tobias Angerer  | Tyskland | + 5,8     | 30 p     |
| 9  | Dmitrij Japarov | Ryssland | + 5,9     | 28 p     |
| 10 | Tim Tscharnke   | Tyskland | + 6,4     | 26 p     |

| Nr | Namn           | Land    | Tid       | Bonussekunder |
| -- | -------------- | ------- | --------- | ------------- |
| 1  | Dario Cologna  | Schweiz | 4.01.33,1 | 234 s         |
| 2  | Petter Northug | Norge   | +1.22,0   | 233 s         |
| 3  | Marcus Hellner | Sverige | +2.06,5   | 112 s         |

| Nr | Namn                 | Land     | Tid     | VC-poäng |
| -- | -------------------- | -------- | ------- | -------- |
| 1  | Justyna Kowalczyk    | Polen    | 25.49,8 | 50 p     |
| 2  | Marit Bjørgen        | Norge    | + 7,5   | 46 p     |
| 3  | Charlotte Kalla      | Sverige  | + 31,0  | 43 p     |
| 4  | Aino-Kaisa Saarinen  | Finland  | + 33,6  | 40 p     |
| 5  | Julia Ivanova        | Ryssland | + 42,3  | 37 p     |
| 6  | Katrin Zeller        | Tyskland | + 46,5  | 34 p     |
| 7  | Masako Ishida        | Japan    | + 47,1  | 32 p     |
| 8  | Polina Medvedeva     | Ryssland | + 48,0  | 30 p     |
| 9  | Krista Lähteenmäki   | Finland  | + 49,2  | 28 p     |
| 10 | Marthe Kristoffersen | Norge    | + 49,9  | 26 p     |

| Nr | Namn              | Land  | Tid       | Bonussekunder |
| -- | ----------------- | ----- | --------- | ------------- |
| 1  | Justyna Kowalczyk | Polen | 2.17.36,0 | 244 s         |
| 2  | Marit Bjørgen     | Norge | + 11,5    | 226 s         |
| 3  | Therese Johaug    | Norge | + 4.49,1  | 69 s          |

## Etapp 9
Val di Fiemme, Italien - 8 januari 2012
| Nr | Namn              | Land      | Tid     | VC-poäng |
| -- | ----------------- | --------- | ------- | -------- |
| 1  | Aleksandr Legkov  | Ryssland  | 30.38,2 | 50 p     |
| 2  | Maurice Manificat | Frankrike | + 0,1   | 46 p     |
| 3  | Marcus Hellner    | Sverige   | + 1,7   | 43 p     |
| 4  | Roland Clara      | Italien   | + 16,2  | 40 p     |
| 5  | Thomas Moriggl    | Italien   | + 30,7  | 37 p     |
| 6  | Matti Heikkinen   | Finland   | + 34,1  | 34 p     |
| 7  | Sjur Røthe        | Norge     | + 52,6  | 32 p     |
| 8  | Lukáš Bauer       | Tjeckien  | + 52,9  | 30 p     |
| 9  | Giorgio Di Centa  | Italien   | + 57,7  | 28 p     |
| 10 | Niklas Dyrhaug    | Norge     | + 58,8  | 26 p     |

| Nr | Namn                 | Land     | Tid      | VC-poäng |
| -- | -------------------- | -------- | -------- | -------- |
| 1  | Therese Johaug       | Norge    | 34.17,7  | 50 p     |
| 2  | Justyna Kowalczyk    | Polen    | + 51,3   | 46 p     |
| 3  | Marit Bjørgen        | Norge    | + 1.08,0 | 43 p     |
| 4  | Marthe Kristoffersen | Norge    | + 1.10,8 | 40 p     |
| 5  | Valentyna Sjevtjenko | Ukraina  | + 1.13,9 | 37 p     |
| 6  | Katrin Zeller        | Tyskland | + 1.19,6 | 34 p     |
| 7  | Krista Lähteenmäki   | Finland  | + 1.25,5 | 32 p     |
| 8  | Elizabeth Stephen    | USA      | + 1.33,0 | 30 p     |
| 9  | Riitta-Liisa Roponen | Finland  | + 1.50,9 | 28 p     |
| 10 | Astrid Jacobsen      | Norge    | + 1.54,8 | 26 p     |

## Slutresultat
| Plats | Namn               | Tid       | VC-poäng |
| ----- | ------------------ | --------- | -------- |
| 1     | Dario Cologna      | 4.33.17,2 | 400 p    |
| 2     | Marcus Hellner     | + 1.02,3  | 320 p    |
| 3     | Petter Northug     | + 1.44,6  | 240 p    |
| 4     | Devon Kershaw      | + 2.09,4  | 200 p    |
| 5     | Aleksandr Legkov   | + 2.59,1  | 180 p    |
| 6     | Lukáš Bauer        | + 3.22,3  | 160 p    |
| 7     | Maurice Manificat  | + 3.43,7  | 144 p    |
| 8     | Maksim Vylegzjanin | + 4.12,4  | 128 p    |
| 9     | Martin Jakš        | + 4.20,2  | 116 p    |
| 10    | Ilja Tjernousov    | + 4.29,1  | 104 p    |

| Plats | Namn                 | Tid       | VC-poäng |
| ----- | -------------------- | --------- | -------- |
| 1     | Justyna Kowalczyk    | 2.52.45,0 | 400 p    |
| 2     | Marit Bjørgen        | + 28,2    | 320 p    |
| 3     | Therese Johaug       | + 3.57,8  | 240 p    |
| 4     | Krista Lähteenmäki   | + 6.48,6  | 200 p    |
| 5     | Marthe Kristoffersen | + 6.55,1  | 180 p    |
| 6     | Katrin Zeller        | + 7.09,7  | 160 p    |
| 7     | Charlotte Kalla      | + 8.01,2  | 144 p    |
| 8     | Astrid Jacobsen      | + 8.32,7  | 128 p    |
| 9     | Aino-Kaisa Saarinen  | + 8.34,2  | 116 p    |
| 10    | Kikkan Randall       | + 8.55,8  | 104 p    |